# Stapelfeld
Stapelfeld é um município da Alemanha localizado no distrito de Stormarn, estado de Schleswig-Holstein.
Pertence ao Amt de Siek.